# Nicolò Carmine Falcone
Nicolò Carmine Falcone, o Falconi (Lagonegro, 19 luglio 1681 – Santa Severina, 1º marzo 1759), è stato un arcivescovo cattolico italiano.

## Biografia
Nato a Lagonegro da famiglia originaria di Policastro, Nicolò Carmine Falcone ricevette gli ordini nel 1708 nella diocesi natale, all'epoca appartenente al vicereame asburgico di Napoli. Godette fama di studioso ed erudito, sebbene la maggior parte dei suoi scritti, se si eccettuano le relazioni ad limina apostolorum, siano ormai perdute. Fu consacrato vescovo di Martirano nel 1733, e si prodigò per l'edificazione di nuovi edifici religiosi e la creazione di nuove parrocchie nelle località montane della Sila e del Reventino. Resta la relazione ad limina del 1736 importante per ricostruire la storia delle località del Reventino e della Valle del Savuto nella prima metà del XVIII secolo.
Nel 1743 fu nominato arcivescovo metropolita di Santa Severina. Anche in questa sede si prodigò in favore delle località montuose della Sila e della Valle del Tacina. Restano almeno tre sue relazioni ad limina relative alla metropolia di Santa Severina (del 1744, 1747, 1750). Dalla relazione del 1747 sappiamo che l'arcivescovo, a causa del cattivo stato della sua abitazione, si era ammalato e chiedeva alla Santa Sede il permesso di allontanarsi temporaneamente da Santa Severina per curarsi.
Da arcivescovo di Santa Severina polemizzò inoltre con Niccolò Putignani e altri ecclesiastici di Bari riguardo alle reliquie di San Nicola di Mira di cui l'illuminato mons. Falcone negava l'autenticità e la proprietà di secernere la Santa Manna.
È autore di una biografia di San Gennaro, dal titolo "Intera istoria della famiglia, vita, miracoli, traslazioni e culto del glorioso martire S.Gennaro, vescovo di Benevento". L'opera,  priva di fondamento storico, fu per questo messa all'indice il 7 febbraio 1718.

## Genealogia episcopale
La genealogia episcopale è:
- Cardinale Scipione Rebiba
- Cardinale Giulio Antonio Santori
- Cardinale Girolamo Bernerio, O.P.
- Arcivescovo Galeazzo Sanvitale
- Cardinale Ludovico Ludovisi
- Cardinale Luigi Caetani
- Cardinale Ulderico Carpegna
- Cardinale Paluzzo Paluzzi Altieri degli Albertoni
- Papa Benedetto XIII
- Cardinale Giovanni Battista Altieri
- Arcivescovo Nicolò Carmine Falcone